# Teoria de Dobzhansky-Muller
A Teoria de Dobzhansky-Muller (ou Teoria da Incompatibilidade de Dobzhansky-Muller) é uma teoria que trata do isolamento reprodutivo pós-zigótico, explicando-o por mecanismos genéticos. Nela, tentou-se esclarecer como podem se manter, em uma população, alelos que posteriormente consigam atuar na diminuição da viabilidade/fertilidade de indivíduos híbridos, no contexto de especiação, se a origem de qualquer alelo é obrigatoriamente em um indivíduo heterozigoto para determinado gene, que tenderia a não conseguir manter o alelo na população. A solução a esse paradoxo foi trazer mais uma dimensão à hipótese construída, ao levar em conta a interação que diferentes genes podem ter uns com os outros (epistasia). Assim, ficou claro que diversos alelos, mesmo que envolvidos na perda de fertilidade ou viabilidade de híbridos em algum momento, podem surgir e se propagar em uma população, já que a perda no sucesso reprodutivo, nesse caso, não está relacionada à heterozigose para determinado gene,  e sim, à determinada combinação dos diferentes alelos em conjuntos de genes epistáticos. Atualmente, também é chamada por Incompatibilidade de Bateson-Dobzhansky–Muller (BDMI).

## Histórico
Bateson, em 1909, analisou como a esterilidade poderia evoluir entre as demais variedades, de forma que duas espécies férteis poderiam originar uma progênie estéril, pressupondo que a esterilidade ocorre devido ao desenvolvimento de alguma substância no híbrido, que pode ser formada pela união de dois fatores complementares.
Em 1936, Dobzhansky publicou em um de seus trabalhos sobre genética de especiação, uma análise da esterilidade de híbridos entre duas espécies crípticas de Drosophila. Ao analisar a fertilidade desses híbridos, por meio de medição do porte testicular, podem-se ver regiões cromossômicas que poderiam ter causado esterilidade híbrida. Portanto, verificou-se que a esterilidade dos híbridos tinha causas genéticas, apesar de que, na época, esses resultados não foram amplamente aceitos. 
Enquanto isso, por volta de 1940 – 1942, Muller estudava a evolução da esterilidade do híbrido. Muller mostrou que genes letais e híbridos poderiam evoluir entre as espécies, e que as incompatibilidades, muitas vezes, podem envolver interações entre tripletos (conjunto de 3 nucleotídeos), e não pares de genes.

## Isolamento pós-zigótico
Quando populações de uma mesma espécie estão presentes em áreas diferentes, elas podem apresentar diferenças genéticas, levando a um isolamento reprodutivo.  As populações separadas desenvolvem adaptações para os diferentes locais, que consequentemente resulta no isolamento reprodutivo. Dessa forma, as espécies permanecem distintas geneticamente e, consequentemente, podem sofrer destinos evolutivos independentes.  As espécies em anel são exemplos drásticos de que divergências genéticas dentro de uma espécie podem acabar chegando a um nível em que há a geração de duas espécies.
No isolamento pós-zigótico, pode haver a mortalidade do zigoto, ou seja, caso haja a fecundação de gametas de espécies diferentes o zigoto pode vir a não se formar, ou pode existir a formação de uma prole híbrida, onde se podem observar duas situações:
- I.	Inviabilidade do híbrido: caso o híbrido venha a se formar e sobreviver, ele se torna incapaz de procriar, em consequência de sua baixa adaptabilidade, ou apresentam viabilidade reduzida.

- II.	Esterilidade do híbrido: ocorre o cruzamento entre espécies diferentes gerando uma prole híbrida que é estéril, ou seja, incapaz de se reproduzir.

## Isolamento e interações genéticas
Dado que as mutações são alterações aleatórias de um material genético, se um alelo condicionar um efeito fenotípico deletério, seus carregadores encontrarão dificuldades para se manterem na população, o que prejudicará a transmissão desse gene às próximas gerações, evitando, assim, o aumento de sua frequência. Essa conformação biológica, recebe o nome de valor adaptativo, que compara a aptidão que os portadores de uma mutação têm de transmiti-la à geração seguinte, com a capacidade que os não-portadores dessa mutação têm em transmitir o alelo mais antigo. Sendo assim, o genótipo que propiciar maior número de descendentes será considerado melhor adaptado ao ambiente. O valor adaptativo mede, portanto, o sucesso reprodutivo.
A mutação é uma forma para geração de um novo alelo em uma espécie. Com o surgimento de uma mutação na espécie ancestral, surgiria um novo alelo, gerando um heterozigoto. O cruzamento entre indivíduos heterozigotos que portam essa mutação podem originar um indivíduo homozigoto para o novo alelo, e, ao passar do tempo, dar origem a uma nova espécie (figura 1). 
Essas duas espécies possuem um alto valor adaptativo, porém quando há um cruzamento entre elas, se há isolamento pós-zigótico, a prole heterozigota originada é inviável (figura 2). Porém, considerando uma interação somente entre esses dois alelos do mesmo loco gênico, não há lógica para a inviabilidade do híbrido, pois ambos os alelos possuem altos valores adaptativos. Além disso, a situação em que há dois alelos (alelo 1 em uma espécie e alelo 2 em outra espécie, como na figura) evoluiu de alguma forma. A evolução deve ter passado por algum período desvantajoso, já que o heterozigoto seria letal ou estéril, até o surgimento da espécie com o novo alelo em homozigose. Todavia, a dúvida seria de como a esterilidade ou baixa viabilidade de reprodução do híbrido, que são processos tão mal-adaptativos e implicam a fixação de alelos de menor sucesso reprodutivo, poderiam ser fixados, sendo que o aumento dessa fixação se deve à seleção natural. Sendo assim, não seria possível que o isolamento pós-zigótico fosse controlado por um sistema de apenas um loco gênico, portanto, pressupõe-se que a interação gênica em locos múltiplos é que levaria ao isolamento pós-zigótico.
Dobzhansky e Muller constataram que o isolamento pós-zigótico poderia evoluir se fosse controlado por interações de dois ou mais locos gênicos, ou seja, por epistasia. Essa é a chamada Teoria de Dobzhansky – Muller. O ponto importante, evolutivamente, é que a esterilidade e a inviabilidade dos híbridos podem ter evoluído sem qualquer linhagem ter passado por um vale adaptativo, portanto esses processos evoluíram de acordo com esse modelo de Dobzhansky- Muller. Dessa forma, não há transposição de vales e o valor adaptativo é gerado em consequência da evolução distinta de duas espécies. A especiação ocorre como consequência quase automática da seleção ordinária e na deriva em uma população, considerando que cada população evolui em condições ambientais próprias.
A teoria explica esse isolamento pós-zigótico através da epistasia. Epistasia é quando um determinado alelo de um gene disfarça a expressão de alelos de outro gene, em cromossomos não-homólogos, e expressa seu próprio fenótipo. A epistasia resulta de os genes estarem na mesma via, ou seja, a interação de vários genes vai resultar em uma característica. Um exemplo de epistasia é a cor da pelagem amarela nos cães de raça Labrador: existem três diferentes cores de pelagem nos labradores, na qual dois alelos B e b de um gene de pigmento determinam pelagens preta e marrom, respectivamente. Em outro gene, o alelo E permite a deposição de cor na pelagem, enquanto que e/e impede a deposição de cor, resultando no fenótipo amarelo. Portanto, a presença do alelo e em homozigoze resulta no fenótipo amarelo: B_ee e bbee. Nesse caso, o alelo e mascara a expressão de um alelo de outro gene e expressa seu próprio fenótipo, nesse caso em homozigoze (epistasia recessiva).
Dobzhansky e Muller constataram que o isolamento pós-zigótico poderia evoluir se o processo fosse controlado pela interação de dois ou mais locos gênicos. Por exemplo, uma população ancestral com o genótipo AABB se ramifica em duas ou mais populações, em que não há fluxo gênico. Se numa determinada condição ambiental da população 1 o alelo a é mais vantajoso, ter duas cópias desse alelo é ainda mais vantajoso, portanto a população evoluirá de AABB para AaBB e daí para aaBB, de forma que a seleção natural é a responsável pela fixação do alelo a. Todavia, na população 2 é mais vantajoso o alelo b, de acordo com as condições ambientais daquele local. A seleção natural vai levar a população 2 de AABB para AABb e daí para AAbb, de modo que o alelo b é fixado. Se houver um cruzamento entre dois indivíduos, um de cada população: AAbb e aaBB, a prole híbrida será dupla heterozigota AaBb. Esses novos alelos a e b nunca estiveram juntos antes no mesmo indivíduo, o duplo heterozigoto nunca tinha existido antes. Os genes a e b podem ser incompatíveis quando estão juntos, sendo que causam algum tipo de distúrbio quando estão combinados no mesmo indivíduo. O gene b pode ser vantajoso em um indivíduo AA, mas não em um indivíduo que porta a, ou seja, as interações adaptativas dos dois locos gênicos são epistáticas. Além disso, os alelos dependem de detalhes biológicos sobre o que eles codificam para serem compatíveis ou não, de modo que quase toda modificação genética no DNA tem potencial para ser incompatível com mudanças genéticas em outras partes do DNA. Essa inviabilidade e esterilidade do híbrido resultam da acumulação de substituições que, apesar de serem normais na população original, causam perda de aptidão quando reunidas nos híbridos.  

## Evidências genéticas
A aptidão do híbrido é influenciada por vários locos, e a princípio, é fácil de testar. Coyne e Orr (1998) fizeram revisões de 38 experimentos e, 26 duplas de espécies e eles verificaram que em somente duas duplas de espécies a baixa aptidão do híbrido estava associada ao genótipo de um único loco gênico, sendo que nas outras espécies s problemas com a aptidão dos híbridos foram devidos às interações epistáticas em múltiplos locos gênicos. Além disso, eles verificaram que a quantidade de isolamento pós-zigótico deve sofrer um incremento na proporção em que se aumenta o número de locos que diferem nas duas espécies. Se novos alelos evoluem em um ou dois locos apenas, é provável que os híbridos não tenham a sua aptidão reduzida, mas se evoluem novos alelos numa quantidade maior de locos, a chance de esses alelos serem incompatíveis uns com os outros é muito maior, ou seja, o número de interações gênicas possíveis é muito maior. Portanto, o isolamento pós-zigótico será desenvolvido à medida que duas populações divergem geneticamente. Quando duas populações divergem, elas podem desenvolver novos genes que são incompatíveis quando reunidos posteriormente.
Além disso, Coyne e Orr previram que deveria haver uma assimetria nas interações genéticas nos híbridos. Como no exemplo da população ancestral que divergiu dando origem à duas novas populações (citado acima), a baixa adaptabilidade dos híbridos é causada pelo distúrbio que ocorre entre os dois novos alelos (a e b), o que leva a acreditar que os outros dois alelos (A e B) não costumam causar problemas, e isso se deve ao fato de que os alelos A e B são uma combinação ancestral. Portanto, se é possível realizar a identificação de combinações gênicas que causam distúrbios nos híbridos, é possível, então, predizer que conjuntos complementares de genes nesses locos não irão causar distúrbios.
Apesar de tudo, o fato de os alelos serem incompatíveis ou não vai depender do que esses alelos codificam. Um exemplo de como a teoria de Dobzhanky-Muller poderia atuar é o seguinte: dois genes (X1 e X2) interagem em uma rota metabólica (figura 3). Esses dois genes codificam duas enzimas (E1 e E2) que processam de forma sucessiva um substrato (S1 --- S2--- S3). Como vivem em condições ambientais diferentes, os recursos alimentares disponíveis no ambiente de uma ou de outra população podem ser diferentes também. Dessa forma, as duas populações vão desenvolver enzimas distintas para digerir seus alimentos (E1 e E2 para a população 1 e E1’ e E2’ para a população 2). Em cada uma das populações funciona uma dupla de enzimas diferentes, já que os alimentos a serem digeridos são diferentes, assim, a enzima E1 transforma o substrato numa forma que pode ser processada pela enzima E2. Mas um híbrido vai possuir a E1 de uma população e a E2’ de outra população, de forma que a E1 vai transformar o substrato numa forma que a E2’  não vai conseguir se ligar, resultando em uma ineficiência metabólica. 
Outro exemplo seria a coevolução entre parasita e hospedeiro. Os hospedeiros têm a capacidade de desenvolver mecanismos específicos que conferem resistência contra parasitas que são abundantes no local. A população 1 pode desenvolver um conjunto de genes específicos de resistência (G1 e G2) que funcionam contra parasitas em seu ambiente, enquanto que a população 2 desenvolve outro conjunto de genes (G1* e G2*) contra pasitas do seu ambiente. Entretanto, os híbridos podem possuir conjuntos de genes, como G1G1* ou G2G2*, que não vão conseguir funcionar contra qualquer parasita.
Além disso, tem-se o “desmonoramento do híbrido”, na qual um gene pode ser duplicado ou uma espécie pode se dividir em duas novas populações que podem perder diferentes exemplares do gene duplicado. Se membros das duas populações se encontram, os híbridos podem ser viáveis no início, pois possuem exemplares das populações parentais, todavia, nos híbridos, a recombinação pode resultar em proles que não tenham nenhum exemplar do gene. Esse é o chamado “desmoronamento do híbrido”, que também é uma forma de isolamento pós-zigótico. Dessa forma, as gerações subsequentes dos híbridos terão sua adaptabilidade reduzida, pois ambos os exemplares do gene estarão ausentes.
Durante milhões de anos, a seleção natural atua para favorecer as versões dos genes que interagem bem, já que em um organismo existem inúmeras interações entre os genes e essas interações não são funcionais por acaso. Devido a isso, a teoria de Dobzhanky-Muller é amplamente plausível, coerente e pode ser testada empiricamente.

## Especiação
De forma geral, os indivíduos de uma espécie parecem estar bem adaptados ao ambiente em que vivem e os seus genes funcionam em conjunto, pois interagem bem de forma a dar origem a indivíduos férteis e viáveis. Possivelmente, as espécies estão localizadas proximamente ou sobre os picos adaptativos, e diferentes espécies ocupam picos diferentes. A seleção natural atua de modo a manter as populações em altos picos adaptativos. Para que uma espécie possa evoluir e formar uma nova espécie, a população precisaria passar por um vale adaptativo, ou seja, por uma fase desvantajosa, sendo que o vale corresponde aos heterozigotos híbridos. Assim, a especiação poderia ser avaliada como um processo difícil evolutivamente, que demandaria deriva genética ou uma revolução genética, em condições extraordinárias. 
A seleção natural e a deriva genética são as principais forças evolutivas, sendo que a seleção natural tende a evitar a transposição de vales adaptativos, já que isso exige que genótipos que possuem baixa viabilidade sejam eliminados da população. A deriva genética atua quando genótipos alternativos são neutros seletivamente. Em um caso de especiação peripátrica, por exemplo, que é um tipo de especiação alopátrica, uma barreira isola uma pequena parte da população de uma porção maior. Sendo assim, essa pequena parcela que foi isolada sofre uma alta atuação da deriva genética e da seleção natural, pois como a espécie está na periferia, ela está em condições extremas e passaria por uma “revolução genética”, que forneceria condições necessárias para transposição de picos adaptativos. Quando duas espécies estão adaptadas a ambientes diferentes, ambas estão em picos adaptativos diferentes, e as espécies intermediárias estão menos bem-adaptadas, de modo que se forma um vale adaptativo entre as duas espécies, e a seleção natural se opõe a cruzamentos na região de vale adaptativo. Dessa forma, a especiação se torna um processo difícil e exigiria eventos excepcionais e a supressão da seleção natural.  Entre esses eventos têm-se a “revolução genética”, o efeito fundador, em que um número de indivíduos de uma população ocupa uma nova área e exploram seus recursos, na ausência de indivíduos competidores. Portanto, o processo de especiação exige a supressão da deriva e da seleção natural, e deve ser um processo difícil devido à transposição de vales adaptativos.
Entretanto, de acordo com a Teoria de Dobzhanky-Muller não existe transposição de vales, já que o vale adaptativo é gerado devido a evolução distinta de duas espécies. A especiação acontece como uma consequência da deriva genética e da seleção ordinária dentro de uma população, sendo que cada uma evolui em condições distintas. Não há necessidade da suspensão de eventos evolutivos normais para que se tenha a ação de eventos evolutivos especiais.  No isolamento pré-zigótico, o resultado é obtido através de processos evolutivos normais e genéticos, como a pleiotropia. A evolução do isolamento reprodutivo tanto para isolamento pré-zigótico quanto para pós-zigótico não precisa da transposição de vales adaptativos, e a especiação é uma consequência de processos evolutivos normais. Esses processos especiais têm pouca sustentação em fatos e são questionáveis.

## Teoria ecológica do isolamento pós-zigótico
De acordo com a teoria de Dobzhansky- Muller, os híbridos possuem baixa adaptabilidade devido à incompatibilidade dos seus genes, já que esses genes não funcionam bem em prole híbrida. Desse modo, o funcionamento corporal do híbrido será defeituoso. Todavia, de acordo com a teoria ecológica do isolamento pós-zigótico, o funcionamento corporal dos híbridos é tão boa quanto à dos outros membros puros, e qualquer aspecto inferior do híbrido é em consequência às condições externas. Essa teoria funciona bem para espécies que são muito relacionadas e produzem híbridos repetidamente, pois terão menos genes incompatíveis. 

## Teoria de Dobzhansky-Muller e a Regra de Haldane
Em 1922, Haldane analisou um modelo para isolamento pós-zigótico que diz que quando, na geração F1 de um casal de animais de raças diferentes, um dos sexos está ausente, é raro ou estéril, aquele é o sexo heterogamético. O isolamento pós-zigótico evolui primeiro no gênero heterogamético da prole híbrida. Ou seja, quando existe algum tipo de incompatibilidade genética, como a esterilidade de algum sexo na prole híbrida, esta se produz preferencialmente no sexo heterogamético. Os híbridos que são do sexo heterogamético tem uma aptidão menor do que os híbridos que são do sexo homogamético. Todavia, os genes que influenciam na viabilidade do indivíduo afetam machos e fêmeas de forma igual, e os genes que influenciam efetivamente um gênero são genes excepcionais.
A teoria de Dobzhansky-Muller pode explicar, em parte, a regra de Haldane. Segundo a teoria, o isolamento pós-zigótico se dá pela interação de genes de múltiplos locos. Se um desses locos, por exemplo, está no cromossomo X e outro está num cromossomo autossomo, a prole híbrida terá combinações incompatíveis. Isso se deve ao fato de que um gene do cromossomo X da espécie 1 (X1) pode ser incompatível com o gene de um cromossomo autossomo da espécie 2 (Y2). Se o defeito causado pela incompatibilidade for recessivo, ele afetará somente os machos ( possuem somente um cromossomo X), mas se for dominante, esse defeito afetará machos e fêmeas da prole híbrida.